# Бейкер (річка)
Бейкер або Бакер (ісп. Río Baker) — річка в регіоні Айсен Чилі.

## Географія
Річка бере початок в озері Бертран на висоті 200 метрів. Тече в загальному південно-західному напрямку, огинає зі східного боку Північно-Патагонське льодовикове поле і впадає в затоку Бейкер Тихого океану поблизу міста Калета-Тортелье. Річка утворює дельту, розділяючись на два основних рукави, з яких судноплавний тільки північний. Довжина річки становить 170 км, площа басейну — 26 726 км², за величиною водозбірного басейну Бейкер займає друге місце в Чилі, поступаючись лише Лоа. Бейкер також є самою повноводною річкою Чилі, її середня витрата води становить 870 м³/сек.
Річка названа на честь англійського адмірала Томаса Бейкера (1771—1845).

## Проект Бейкер-Паскуа
Розроблено програму будівництва каскаду гідроелектростанцій на річках Бейкер і Паскуа, але екологічні організації виступають проти цього будівництва.
Згідно самого амбітного проекту в історії Чилі компанія Hidroaysen (дочірня компанія міжнародного енергетичного конгломерату Endesa/Enel) планується побудувати на річках Бейкер і Паскуа 4 потужні гідроелектростанції загальною встановленою потужністю 2 430 МВт, що еквівалентно 25 % від загальної потужності всіх гідроелектростанцій Чилі. Прихильники проекту стверджують, що без будівництва цих електростанцій неможливо забезпечити подальше зростання економіки Чилі, яка як і раніше сильно залежить від експорту міді (56 % від загального обсягу експорту в 2007 році), а виплавка міді є дуже енергоємним виробництвом.
Противники проекту, в числі яких екологи та бізнесмени займаються туризмом і рибальством, стверджують що будівництво гребель завдасть непоправної шкоди природі чилійської Патагонії.

## Галерея фотографій річки Бейкер

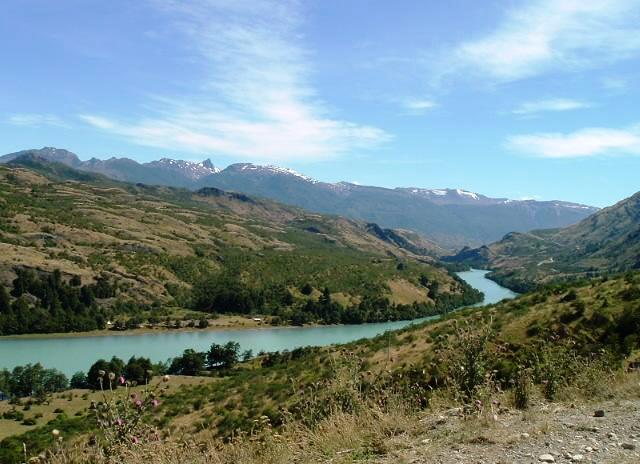
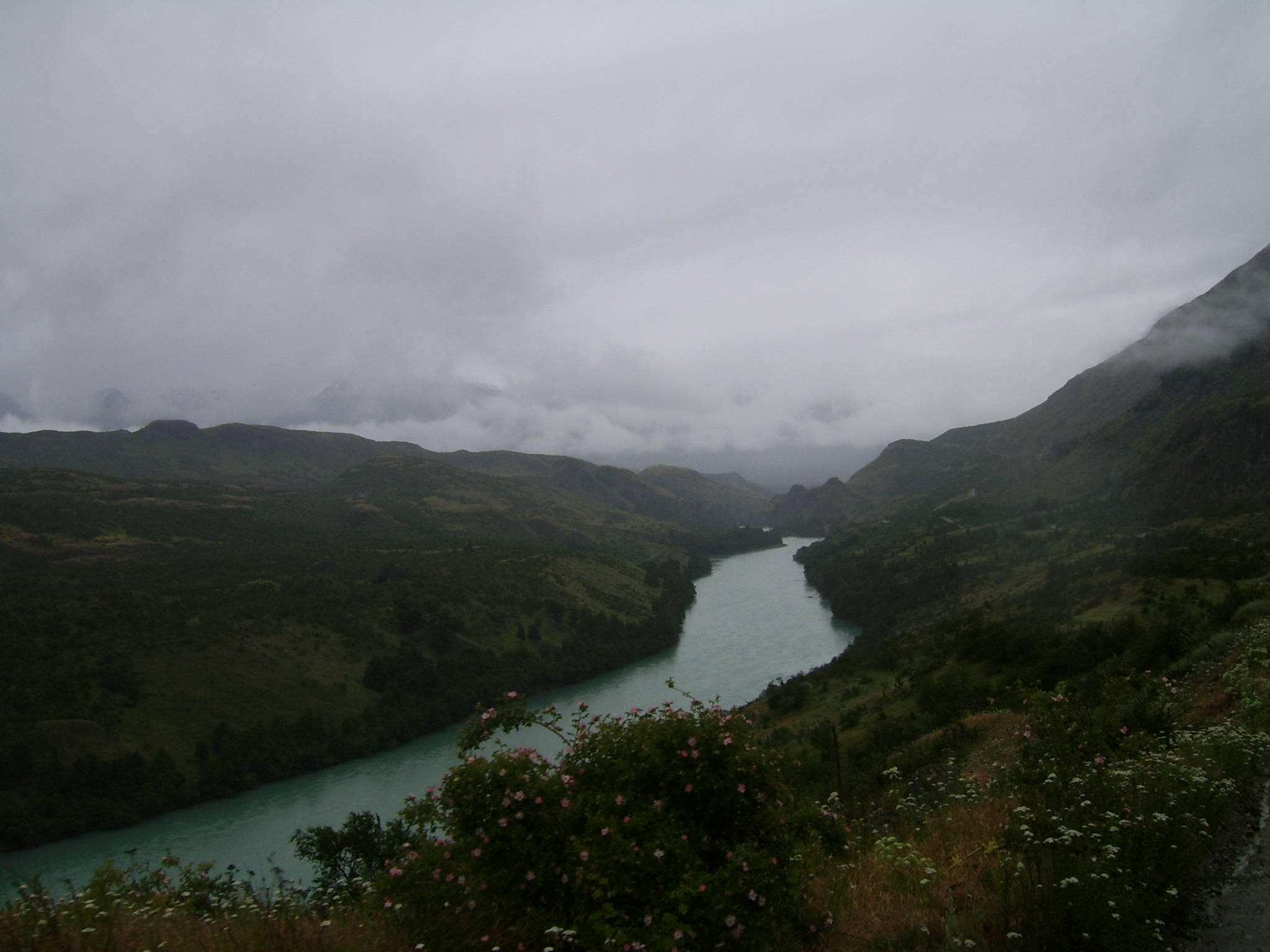
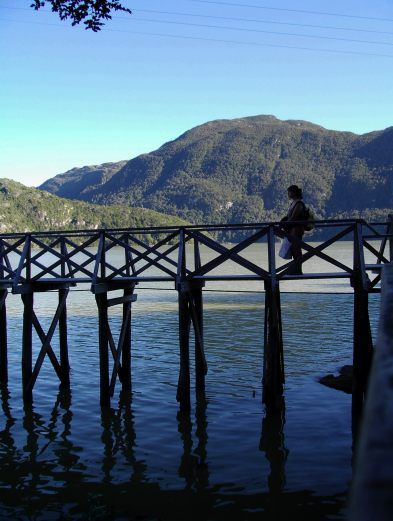

## Основні притоки
- Неф
- Чакабуко
- Дель-Сальто
- Кокран
- Колонія
- Де-лос-Надіс
- Вентіскуеро
- Варгас